# Харисън (Ню Йорк)
Вижте пояснителната страница за други значения на Харисън.
Харисън (на английски: Harrison) е град в окръг Уестчестър, щат Ню Йорк, Съединени американски щати. Разположен е на брега на протока Лонг Айлънд, на 30 km североизточно от центъра на град Ню Йорк.
Населението му е 28 587 души (по приблизителна оценка от 2017 г.).
В Харисън умира икономистът Уилям Викри (1914 – 1996).